# كولن أندرسون (لاعب كرة قدم أمريكية)
كولن أندرسون (بالإنجليزية: Colin Anderson)‏ هو لاعب كرة قدم أمريكية أمريكي، ولد في 21 نوفمبر 1989 في غايثرسبيرغ في الولايات المتحدة.